# Creme para café não lácteo

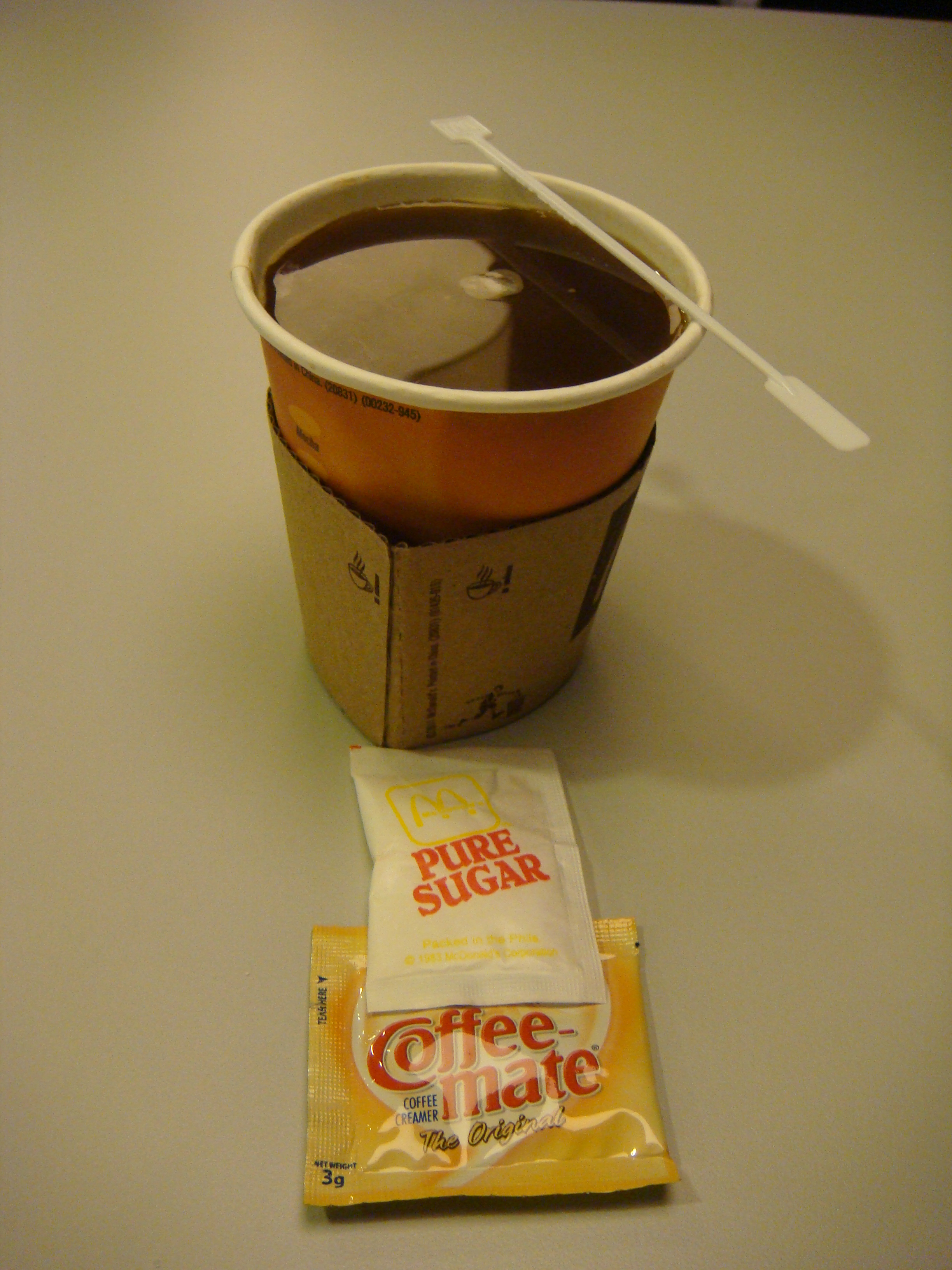
Uma xícara de café com sachês de creme não lácteo Coffee-Mate e açúcar puro (também são mostrados um palito e um porta-copos de café)

Um creme não lácteo, comumente também chamado de clareador de chá ou branqueador de café ou apenas creme, é um produto líquido ou granulado destinado a substituir o leite ou o creme como aditivo ao café, chá, chocolate quente ou outras bebidas. Costumam não ter lactose e, portanto, são comumente descritos como produtos não lácteos, embora muitos contenham caseína, uma proteína derivada do leite.
Os produtos granulados secos não precisam ser refrigerados e podem ser usados e armazenados em locais que não possuem geladeira. Os cremes líquidos não lácteos devem ser bem fechados e refrigerados após a abertura. Alguns cremes não lácteos contêm adoçantes e sabores, como baunilha, avelã ou creme irlandês. Tal como acontece com outros produtos alimentares processados, as versões de baixo teor calórico e baixo teor de gordura estão disponíveis para cremes não lácteos.

## História
Holton "Rex" Diamond, um funcionário da Rich Products, realizou experimentos de 1943 a 1945 com o uso de uma "[g]elatinosa de proteína de soja" para fazer um "creme de soja" que não formava coalhada quando misturado com café. Frank S. Mitchell, outro funcionário da Rich Products Corp., e Diamond desenvolveram uma cobertura batida sem laticínios para seu empregador em 1946. Mitchell também desenvolveu um creme de café não lácteo, o Perx, que fez sucesso no mercado.
Em 1950, Melvin Morse e Dick Borne da Presto Foods desenvolveram o "Mocha Mix Coffee Creamer", que foi o primeiro creme comercial não lácteo e o primeiro produto com o termo "creme de café" no nome. Outro creme em pó comercial inicial foi "Pream", comercializado pela primeira vez em 1952 e feito de creme desidratado e açúcar. Não se dissolveu facilmente por causa da proteína do leite.
Seis anos depois, em 1958, a Carnation Company desenvolveu um produto que se dissolvia facilmente em líquido quente porque substituía a maior parte da gordura do leite por óleo vegetal e reduzia a proteína do leite. O novo produto foi comercializado sob o rótulo Cravo com a marca Coffee-Mate e lançado em 1961, logo após a introdução comercial do CoffeeRich da Rich Products. Borden seguiu o exemplo lançando o creme não lácteo Cremora em 1963

## Ingredientes

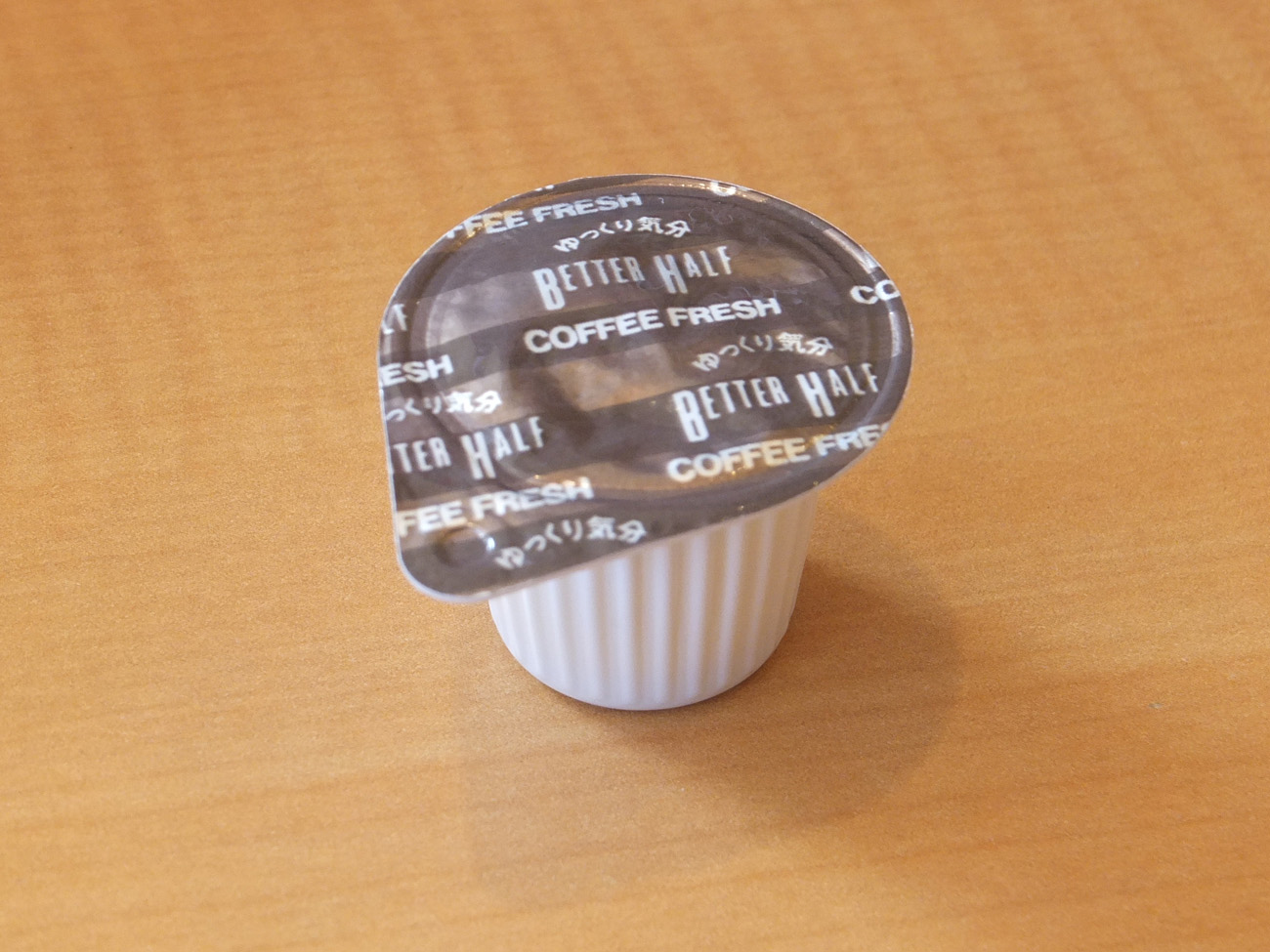
Um recipiente de plástico de "Coffee Fresh", um creme líquido não lácteo vendido no Japão

Para replicar a sensação na boca das gorduras do leite, os cremes não lácteos geralmente contêm óleos vegetais hidrogenados, embora também existam cremes/branqueadores não lácteos sem gordura. Outros ingredientes comuns incluem xarope de milho solidificado e outros adoçantes ou aromatizantes (como baunilha francesa, avelã e creme irlandês); bem como caseinato de sódio, um derivado da proteína do leite (da caseína) que não contém lactose.
O uso de um derivado do leite leva alguns indivíduos e organizações – como veganos e autoridades da lei dietética judaica, a classificar o produto como "lácteo" em vez de não lácteo. Aqueles que confiam nessa classificação não consumirão o produto (por exemplo, veganos) ou não o usarão ou consumirão em conjunto com quaisquer produtos à base de carne (por exemplo, judeus praticantes). Tal como acontece com outros produtos alimentares processados, as versões de baixo teor calórico e baixo teor de gordura estão disponíveis para cremes não lácteos. Pessoas com alergia ao leite precisam estar cientes de que o creme não lácteo pode conter caseinato de sódio, uma proteína do leite. Estará na lista de ingredientes.
A Food and Drug Administration (FDA) dos EUA afirmou que os produtos com caseinato de sódio podem conter baixos níveis de lactose. Para uma porção normal, as quantidades são muito pequenas para desencadear a intolerância à lactose.

## Usos não alimentares
Tal como acontece com muitos outros pós, grandes quantidades de pó desnatadeira não láctea em pó são suscetíveis à explosão de poeira quando suspensas no ar. Cineastas amadores e pirotécnicos aproveitaram essa propriedade para produzir vários tipos de efeitos de bola de fogo. Indivíduos que usam creme não lácteo em pó nas quantidades comuns usadas em uma xícara de café não correm o risco de explosão de poeira.